# 大垅乡 (芷江县)
大垅乡，是中华人民共和国湖南省怀化市芷江侗族自治县下辖的一个乡镇级行政单位。

## 行政区划
大垅乡下辖以下地区：
茂山村、下寨村、茶溪村、白岩洞村、井水冲村、石榴溪村和小塘溪村。